# 劉諾生
劉諾生（英語：Jonathan Edward Laudon，1963年5月29日—），香港男作曲家、填詞人、歌手、唱片監製及音樂總監。1985年，一位基督教團契的女性友人為他取了一個中文名稱「諾生」，寓意生命的承諾。「劉」則來自其英文姓氏「Lau」的部分。

## 背景
劉諾生擁有德國血統（父親是德國人），有一姊二弟，1963年於加拿大艾德蒙頓出生，5歲搬到溫哥華居住且在當地長大。父親是溫哥華浸信會的牧師，母親則是一位鋼琴老師。父母常會接濟癮君子或其他面對不同問題的人士，並為他們提供住家照顧。他10歲開始學習鋼琴，12歲開始學習結他，又會組成樂隊。中學時喜歡研究與維修汽車零件；把汽車砌好後再將之銷售出去。1984年，身為電工學徒的他到香港定居，並與其他三位志同道合的年輕人 Daryl Ching、Jerry Marshall 和 Jym Kay 在1985年至1991年组成了「Citybeat」樂隊，是香港僅有全數成員均為外籍的樂隊，他在隊中兼任主音、鍵琴手及主要作曲者。起初打算為新加坡青年使命團（Youth With A Mission）做義工兼傳福音。後來在香港青年使命團當義工，來自美國加州的陳華添，即Daryl Ching到新加坡向劉諾生提議合組「Citybeat」，才申請到香港成立樂隊。
他來到香港初年曾定居香港島半山區波老道10號近寶雲道一帶的舊英軍醫院附屬建築物和深水埗福榮街。而他們早期在1985年曾於尖沙咀碼頭、尖東、酒廊等地作街頭藝術表演，長達3年之久。直至1986年參加第二屆嘉士伯流行音樂節取得季軍（劉兼得「最優秀琴鍵手」獎），音樂人韋然看準他們對音樂的熱誠。於是提出以商業樂壇的手法發展。同時樂隊被寶麗金唱片相中，於3年內推出了4張專輯：《City Beat 城市節拍》（1988年）、《Runaway 逃》（1989年）、《The Time is Now 新人類搖滾》（1990年）及《Goodbye》（1991年）。當中最為人熟悉的作品包括《守望你》、《土佬 Johnny》、《始終相信愛》等。
1989年，劉諾生開始創作廣東流行歌曲，第一首成名作為譚詠麟的《愛念》（Love of the Only Kind）。及後隨著1991年「Citybeat」解散，他專注創作音樂，為多位香港流行歌手作曲，包括劉德華、張學友、黎明、郭富城、陳奕迅、古巨基、陳曉東、謝安琪、衛蘭、王祖藍、林欣彤、李克勤、詹天文、譚詠麟等。其中《當愛變成習慣》獲得1995年第14屆香港電影金像獎「最佳電影歌曲」提名；《地球很危險》一曲獲得2009年四台聯頒音樂大獎歌曲大獎作曲獎。另外，他曾擔任杜麗莎、福祿壽及王祖藍的音樂總監；亦為鄧紫棋及杜麗莎在節目《我是歌手》中的演出編曲。2019年，他為音樂電影《你咪理，我愛你！》創作配樂，也為百老匯音樂劇中文版《First Date》香港首演擔任音樂總監。他之所以在2010年代往後減產的原因在於他花了較多時間參與中國內地的綜藝節目如《我是歌手》或其他的現場表演。

## 家庭生活
劉諾生已婚，婚後與妻子育有兩名兒子。

## 音樂作品列表

### 1987年（1首）
| - 赤 道 - 八萬秒 |

### 1988年（3首）
| - Citybeat - 城市節拍 - 劉美君 - 也許是愛 | - 譚詠麟 - Love of the Only Kind（曲） - 譚詠麟 - Winning or Losing（曲） |

### 1989年（3首）
| - 吳潔梅 - 媽媽不要哭（編） - 譚詠麟 - 命運賭注（曲） | - 譚詠麟 - 愛念（曲） |

### 1990年（1首）
| - 黎明 - 夏日方程式（曲、編） |

### 1991年（11首）
| - 譚詠麟 - 不滅的愛（曲） - 譚詠麟 - 你說的話不能當真（曲） - 溫兆倫 - 最深的愛（曲、編） - 溫兆倫 - 我愛Josephine（編） - 溫兆倫 - 兩個孤島（編） - 溫兆倫 - Oh Gal（編） | - 溫兆倫 - 相愛一千年（編） - 溫兆倫 - 不要離開我（編） - 溫兆倫 - 是場夢還是真（編） - 溫兆倫 - 戀愛快車（曲、編） - 溫兆倫 - 沒有溫暖的冬天（編） |

### 1992年（4首）
| - 溫兆倫 - 等到心痛（曲、編） - 陳松伶 - 挽著你雙手（曲、編） | - 陳松伶 - 永不改變（曲、編） - 鄭敬基 - 拋不開的某段故事（曲、編） |

### 1993年（13首）
| - 林俊賢 - 不能沒有你（曲、編） - 鄭少秋 - 醉人一吻（曲、編） - 陳松伶 - 我的路（曲、編） - 陳松伶 - 歡笑吧（曲、編） - 陳松伶 - 重聚一刻心更暖（曲、編） - 陳松伶 - 關於真愛的故事（曲、編） - 陳松伶 - 月亮（編） | - 林俊賢 - 別再玩太多（曲） - 林俊賢 - 滿天星（曲、編） - 張學友 - 忘記他（曲、編） - 張學友 - 留住這時光（曲、編） - 張學友 - 將心照亮（曲、編） - 陳慧嫻 - 重頭愛你（編） |

### 1994年（19首）
| - 王馨平 - 新歡（曲、編） - 王馨平 - 忘憂草（曲、編） - 江希文 - 你是壞人（曲、編） - 韋綺姍 - 玻璃心（曲、編） - 張學友 - 春風秋雨（曲、編） - 張學友 - 餓狼傳說（曲、編） - 張學友 - 當愛變成習慣（曲、編） - 張學友 - 你冷得像風（曲、編） - 張學友 - 最怕（曲、編） - 黎 明 - 獻出激情（曲） | - 黎 明 - 晨曦（編） - 黎瑞恩 - 心心相印（曲、編） - 黎瑞恩 - 慶祝失戀（編） - 吳奇隆 - 從來沒有這麼的孤單（曲、編） - 鄭嘉穎 - 深情相約（曲、編） - 陳松伶 - 別了舊庭園（編） - 陳松伶 - 環保歌（編） - 陳松伶 - 是個好開始（曲、編） - 譚詠麟、張學友、黎 明、草 蜢、鄭嘉穎 - 火太陽（曲、編） |

### 1995年（22首）
| - 王馨平 - 迷信永恆的女人（曲、編） - 金城武 - 愛我吧（曲、編） - 馬浚偉 - 共同進退（編） - 張學友、黎 晶 - In Love With You（曲、詞、編） - 陳 奕、劉諾生 - 滿天星（曲、編） - 陳慧嫻 - 放不開你放下我（編） - 陳慧嫻 - 還是告別吧（曲、編） - 陳慧嫻 - 失戀的主角（曲） - 葉蒨文 - 願愛得肯定（曲、編） - 鄭少秋 - 每日祝福你（曲、編） - 鄭少秋 - 心暖心亂（曲、編） | - 鄭少秋 - 想你一千趟（曲、編） - 鄭少秋 - 一千一億世紀（曲、編） - 鄭少秋 - 印證（編） - 鄭少秋 - 不想再見（曲、編） - 鄭少秋、觀塘兒童合唱團 - 天涯孤客（編） - 鄭嘉穎 - 不枉此生（曲、編） - 黎瑞恩 - 一天天請你動情（曲、編） - 黎瑞恩 - 當孤單遇上孤單（編） - 譚詠麟 - 伴我飛翔（曲、編） - 譚詠麟 - 笑笑看一生（曲、編） - 寶麗金群星 - 為全世界歌唱（曲、編） |

### 1996年（7首）
| - 張信哲 - 自你往年離去（曲、編） - 陳 琪 - 忘掉心傷（編） - 陳慧嫻 - 緣了，就是完（編） - 劉德華、李克勤 - 叫世界喝采（編） | - 譚詠麟 - 正中要害（曲、編） - 譚詠麟 - 感情回歸（曲、編） - 譚詠麟 - 再不糾纏（曲、編） - 譚詠麟、陳慧嫻 - 活得瀟灑（編） |

### 1997年（6首）
| - 李君 - 釋放（編） - 陳曉東 - 一萬年（曲、編） - 劉德華 - 真生命（曲、編） | - 黎 明 - 100樣可能（曲） - 鄭中基 - 另一種歡喜（曲） - 關淑怡、陳 琪 - 非愛不可（編） |

### 1998年（17首）
| - 安德尊 - 前來望望（編） - 李蕙敏 - 生命就是盼望（編） - 那 英 - 你是我的人（曲） - 林佳儀 - 不傷感情（編） - 張信哲 - 夜是（曲） - 陳曉東 - 每一天都想念（曲、編） - 陳曉東、陳慧琳 - 非賣品（曲、編） - 溫 拿 - 幾多都經過（編） - 葉蒨文 - 姊姊妹妹（編） | - 葉蒨文 - 屋（編） - 趙學而 - 壞得好（曲） - 趙學而 - 手語（曲） - 鄭伊健 - 活在我的心（曲） - 譚偉權 - 小豬學唱歌（曲、編） - 譚偉權 - 勇敢（曲、編） - 關淑怡 - 愛難尋（編） - 關淑怡 - 非愛不可（編） |

### 1999年（5首）
| - 梁漢文 - 隨時行樂（曲） - 梁漢文 - 全世界這麼K（曲） - 彭 羚 - 未愛過的愛（曲） | - 趙學而 - 如若這夜再下雨（編） - 趙學而 - 失蹤（編） |

### 2000年（4首）
| - 王 傑 - 飄流物語（編） - 王 傑 - 今生無悔（編） | - 王 傑 - 陪我做夢（編） - 郭富城 - 著迷（曲） |

### 2001年（7首）
| - 丁菲飛 - 是非（編） - 丁菲飛 - 隨風去（編） - 丁菲飛 - 脈搏奔流（獨唱版）（編） - 丁菲飛、陳曉東 - 脈搏奔流（編） | - 周華健 - 深呼吸（曲） - 陳曉東 - 不必說感謝（編） - 陳曉東 - 不必說感謝（國語）（編） - 陳曉東 - 脈搏奔流（編） |

### 2002年（3首）
| - 郭富城 - 燈蛾（曲、編、監） - 陳曉東 - 你那邊幾點?（編） | - 陳曉東 - 愛不離（編） |

### 2003年（2首）
| - 趙芬妮 - Vanilla Me（曲、編） | - 趙芬妮 - 手（編） |

### 2005年（3首）
| - 林 苑 - 愛情飛走了（編） - 謝霆鋒 - 鷹（編） | - 關淑怡 - 關於我（編） |

### 2006年（7首）
| - 佳音使團 - 伴著我走過（編） - 林 苑 - 九百多萬單車In北京（編） - 陳小春 - 神不守舍（編） - 陳奕迅 - 滙通天下（曲、編） | - 劉祖德、陳美鳳、柳重言、陳碧清 - 永活真神（曲） - 劉諾生 - 拉撒路之歌（曲、編） - 關淑怡 - 進化論（編） |

### 2008年（9首）
| - 吳雨霏 - Lady K（曲） - 胡 琳 - 畢加索（曲） - 側 田 - 信我（曲、編） - 陳慧琳 - 用愛邁步（曲、編） - 蘇永康 - 紅顏知己（編） | - 劉浩龍 - 射程範圍（編） - 劉諾生 - 始終相信愛 - 衛 蘭 - 陰天假期（編） - 衛 蘭 - Reality（編、監） |

### 2009年（12首）
| - 古巨基 - 地球很危險（曲、編） - 古巨基 - Gone Too Soon（曲、編） - 唐素琪 - 清空（曲、編） - 側 田、唐素琪 - 星火（編） - 謝安琪 - 替你高興（曲、編） - 譚詠麟 - 讀愛（曲、編、監） | - 譚詠麟 - 其實你可以（曲、編、監） - 譚詠麟 - 上善如水（編） - 關心妍 - 總有一天（編） - 關心妍 - 等候耶和華的人（編） - 關心妍 - We Will Worship（曲、詞、編、監） - 關心妍 Feat. MC Jin - 世代之初（編、監） |

### 2010年（12首）
| - 古巨基 - 時代（編） - 古巨基 - 獨男（曲、編） - 古巨基 - 迷博（編） - 側 田 - 無限大（編） - 側 田 - 信口開河（曲、編） - 張敬軒、麥家瑜 - 石徑（曲） | - 陳奕迅 - 超錯（曲、編） - 陳奕迅 Feat. 薩頂頂 - Welcome to the Future（曲、詞、編、監） - 衛 蘭 - 你的女人（編） - 衛 蘭 - 積雪（編） - 衛 蘭 - 唯愛人間（曲、編） - 衛 蘭 - Make It Real（編） |

### 2011年（20首）
| - 王祖藍 - All About Loving You（曲、編、監） - 王祖藍 - 女巫（曲、編、監） - 王祖藍 - 跌落凡間的天使（編、監） - 王祖藍 - 好女子（曲、編、監） - 王祖藍 - 主．婚．人（曲、編、監） - 王祖藍 - 鷹（曲、編、監） - 王祖藍 - 為何對我這麼好 Why Are You So Good To Me（編、監） - 王祖藍 - Love of My Life（曲、詞、編、監） - 王祖藍 - 耶和華是我牧者（編、監） - 王祖藍 - Smile（編、監） | - 汪明荃、王祖藍、阮兆祥、李思捷 - 超低能（曲） - 泳 兒 - Move On（編） - 泳 兒 - 不堪其擾（編） - 洪卓立 - 藍色星球（曲、編） - 洪卓立 - 藍色星球（國）（曲、編） - 張 靈 - 能捨能離（編） - 陳奕迅 - 聽一千遍後（曲、編） - 溫 拿 - One For All - 衛 蘭 - 愛沒有假如（編） - 蘇永康、鍾鎮濤 - 七日鮮（編） |

### 2012年（20首）
| - 王祖藍 - 你是如此難以忘記（編、監） - 王祖藍 - 歌和老街（監） - 王祖藍 - 奇幻逆緣（曲、編、監） - 王祖藍、梁雨恩 - 小情人（曲、監） - 吳雨霏 - 狠狠（曲、編） - 李克勤 - 放飛機（曲、編） - 李思捷 - 手機（曲、編、監） - 阮兆祥 - 忘記謝謝你（曲、編、監） - 林欣彤 - 海賊（曲、編） - 林欣彤 - 自傳（曲、編） | - 孫耀威 - 回家（曲、編） - 陳法拉 - 缺陷美（曲） - 福祿壽 - 兄弟（曲、編、監） - 福祿壽 - 聖誕來了（曲、編、監） - 福祿壽 - 升呢（曲） - 衛 蘭 - 只要我們還有心（編） - 鄭嘉嘉 - 比你更像男人（編） - 鍾舒漫 - 潔身自愛（編） - 譚詠麟 - 舊生會派對（曲） - 譚詠麟 - 蠶絲（曲） |

### 2013年（21首）
| - J.Arie - Make It Last（曲、編） - 王祖藍 - 地星人（曲、編、監） - 王祖藍 - 給孩子的信（曲、編、監） - 王祖藍 - 膠粒（編、監） - 王祖藍 - 活現（曲、編、監） - 王祖藍 - 地星人都知道（曲、編、監） - 王祖藍 - 再見葫蘆娃（曲、編、監） - 王祖藍 - Love You（曲、詞、編、監） - 王祖藍 - 百變怪咖（曲、編、監） - 王菀之 - 妳的名字我的姓氏（編） - 王菀之 - 但願人長久（編） | - 李卓庭 - 養分（編） - 阮兆祥 - 世界仔（曲、編、監） - 林欣彤 - I Wanna Believe（曲、編） - 許靖韻 - 嫌疑犯（曲、編） - 陳明恩 - 異種（曲、編、監） - 陳明恩 - 底線（編、監） - 陳明恩 - 畫出彩虹（監） - 陳明恩 - 我的歸屬（曲、編、監） - 劉諾生 - Mystery of Ages（曲、詞、編、監） - 露雲娜 - 做我主角（曲） |

### 2014年（7首）
| - Frontline - 期待（曲、編） - J.Arie - 失戀要在放工後（曲） - 阮兆祥 - 硬食（曲、編、監） - 側 田 - I Miss Love（編） | - 陳明恩 - BUY BUY（監） - 馮允謙 - 足印奇蹟（編） - 鄧婉玲 - 靜候恩主（曲、詞、編、監） |

### 2015年（1首）
| - 洪卓立 - 少年遊記（曲、編） |

### 2016年（4首）
| - 何雁詩 - The Only One（詞） - 陳明恩 Feat. MastaMic - Just Me（曲） | - 曾路得 - 獻給（曲） - 曾路得 - Offering（Reprise）（曲、詞） |

### 2017年（1首）
| - Frontline - 呼喚（曲、編） |

### 2019年（3首）
| - 張紋嘉 - 願你自由地唱歌（編、監） - 陳青昕 - 再聚（曲、編、監） | - 陳青昕 - 海市蜃樓（曲、編、監） |

### 2020年（3首）
| - 藝人之家群星 - Homesick（曲、編、監） - 劉諾生 - This is my home（曲、編、監） | - 劉諾生 - 一起（曲、編、監） |

### 2021年（3首）
| - 陳青昕 - 為時未晚（曲、編、監） - 姚焯菲、鍾柔美、詹天文 - Hands Up（曲、編、詞與王祖藍） | - 劉諾生 (Crazy John Sir) - 屯馬開通真的很興奮（編、監） |

### 2022年（4首）
| - 李雯希 - Riding To The Sky（監） - 張杍仴、鄧熙瑜、倫焯軒、孔景怡 - 12345（曲、編、詞[與韋然]） | - 陳青昕 - 地球很危險（曲、編、監） - 蕭凱恩 - 讓愛照亮全世界（編、監[與韋然]） |

### 2023年（1首）
| - 毅 - 從未遠離（編） | - 黃琦雅 - 讓愛照亮全世界（編、監[與韋然]） |

## 配樂作品

### 電影
- 1989年：《小男人周記》
- 1994年：《非常偵探》
- 2019年：《你咪理，我愛你！》（編曲）

### 電視劇
- 2013年：《老表，你好嘢》
- 2014年：《老表，你好hea！》
- 2017年：《老表，畢業喇！》
- 2019年：《牛下女高音》[9]

## 專輯
- 1988年：《City Beat 城市節拍》
- 1989年：《Runaway 逃》
- 1990年：《The Time is Now 新人類搖滾》
- 1991年：《Goodbye》
- 1995年：《始終相信愛》
- 2008年：《曠野甘霖》

## 演出作品

### 電影
- 1995年：香江花月夜

## 參與節目
- 2018年：杜麗莎的音樂沙龍（第3集）
- 2019年：流行經典50年（第66集）[10]
- 2021年：聲夢傳奇

## 獎項及提名
- 1994年：香港電影金像獎最佳電影歌曲提名 - 當愛變成習慣[11]
- 2009年：四台聯頒音樂大獎歌曲大獎（作曲）- 地球很危險（古巨基）[12]